# Grigori Klinishov
Grigori Yemelyanovich Klinishov (Akulovo, 30 de octubre de 1930-Moscú, c. 17 de junio de 2023) fue un físico ruso y soviético. Fue ganador del Premio Lenin y uno de los creadores de la bomba de hidrógeno soviética RDS-37.

## Biografía
Se graduó en el Instituto de Ingeniería Física de Moscú en 1954 y obtuvo el grado de Candidato de Ciencias Físicas y Matemáticas. Fue enviado a la KB-11 (Oficina de Construcción-11) del Ministerio de Construcción de Maquinaria Mediana (más tarde llamado Instituto Panruso de Investigación Científica de Física Experimental), una instalación encargada del desarrollo de armas nucleares y termonucleares. Allí trabajó como ingeniero en el departamento teórico bajo la dirección de Andréi Sájarov.
Desarrolló la carga para la bomba de hidrógeno soviética RDS-37. La bomba fue probada el 22 de noviembre de 1955 en Semipalátinsk, RSS de Kazajistán (actual Kazajistán). También desarrolló varios tipos de cargas termonucleares para bombas de próxima generación.

### Fallecimiento
Aparentemente murió por suicidio, a la edad de 92 años. Según los medios rusos, su cuerpo ahorcado fue encontrado por sus familiares el 17 de junio de 2023 en su apartamento de Moscú. Dejó una nota de muerte donde se despedía de sus familiares. Su muerte ha sido incluida entre las muertes sospechosas de empresarios y figuras públicas rusas desde el comienzo de la invasión rusa de Ucrania, conocida coloquialmente como "síndrome de muerte súbita rusa".